# Endurcissement

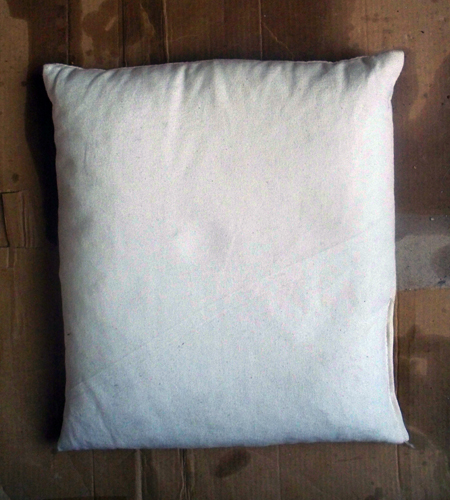
Sac de toile rempli de graviers pour l'entraînement de la « main de fer ».

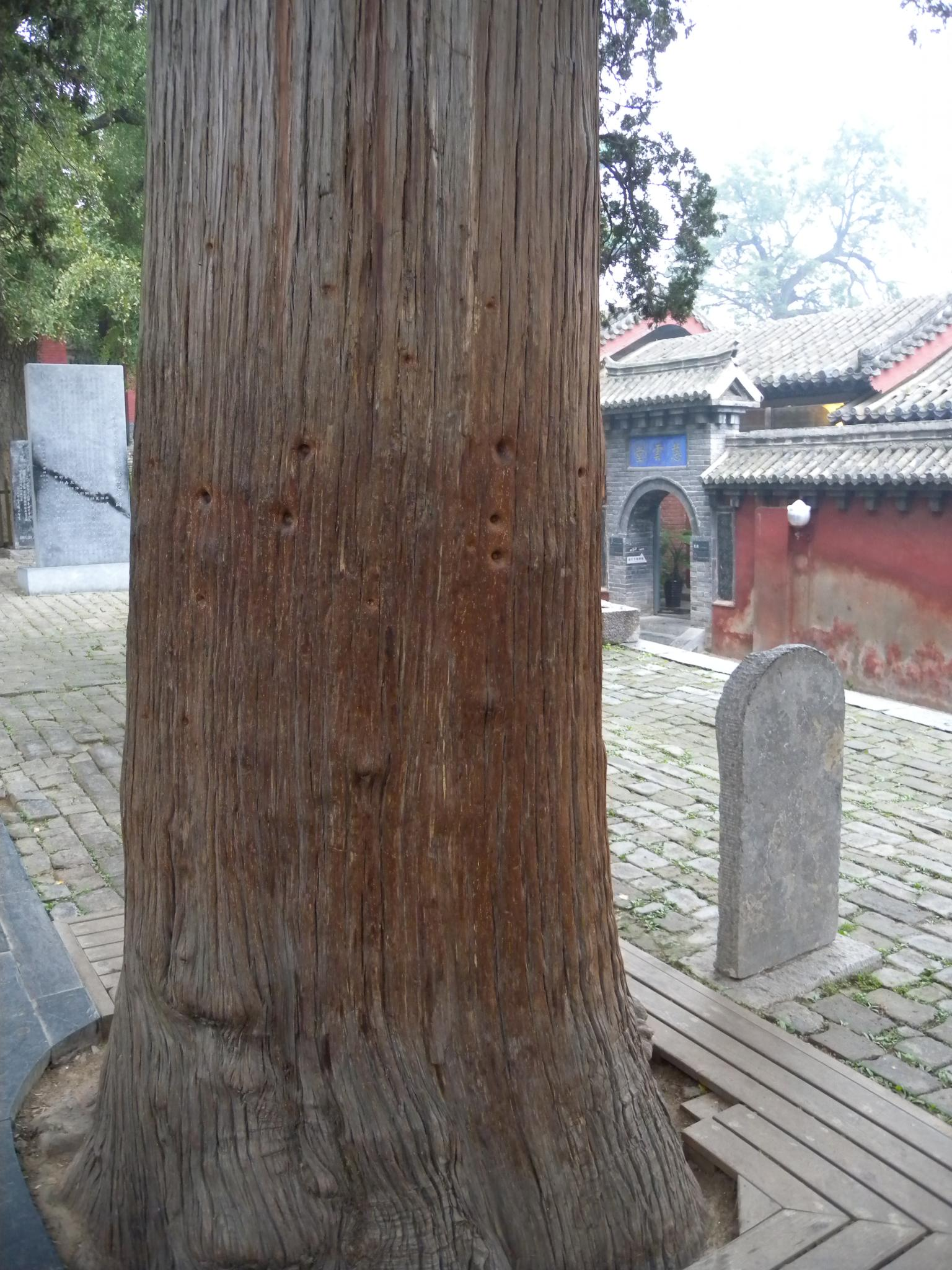
Tronc d'arbre du Monastère Shaolin marqué par l'entraînement à l'endurcissement des doigts.

Dans les arts martiaux, l'endurcissement désigne des méthodes ou exercices de préparation physique visant à réduire les douleurs et blessures liées au combat ou à l'entraînement. L'endurcissement désigne notamment :
- la désensibilisation partielle à la douleur provoquée par les coups, les écrasements et les frottements, sur différentes parties du corps (mains, avant-bras, tibias…).
- le renforcement et l'épaississement de la peau (épiderme), et notamment la création de cals (phalanges, coudes, pieds).
- le renforcement de la structure osseuse (stimulation de l'activité ostéoblastique) de certains membres (mains, tibias).

Le travail d'endurcissement peut conduire à des blessures et des séquelles physiques ; dont notamment des micro-fractures osseuses (fracture de fatigue) et des rhumatismes articulaires.

Les méthodes d'endurcissement sont variées et dépendent des objectifs et membres visés. Quelques exemples :
- Pour les mains et doigts : frappes contre différents supports ou matériaux : dans l'eau, sur des sacs de riz, gravier, makiwara, punching ball, supports en bois, etc. Pompes sur les poings ou les doigts.
- Pour les tibias : musculation des mollets, travail avec un sac de frappe de façon progressive.
- Frappes répétées du corps et des membres avec des baguettes souples ou dures

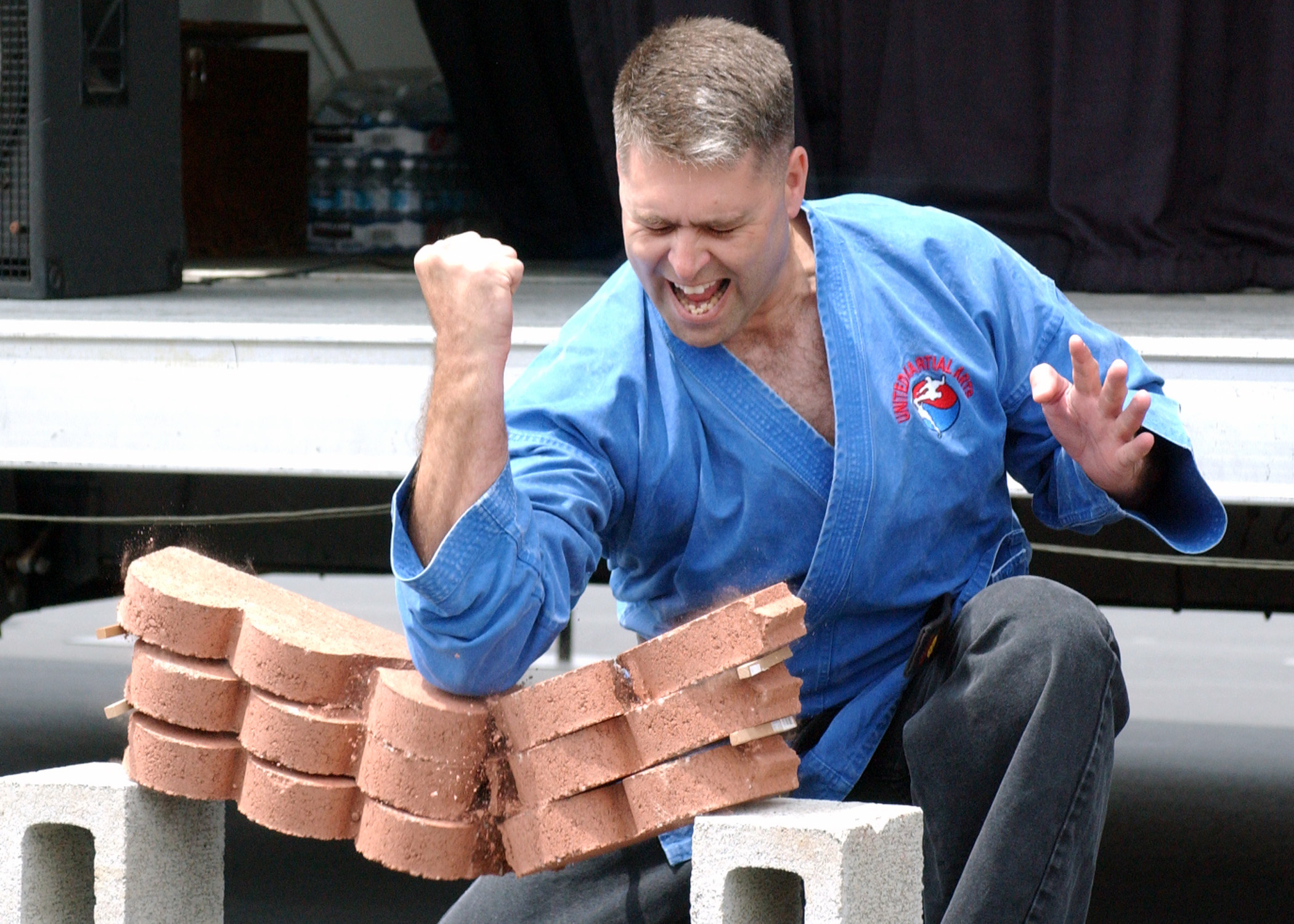
L'endurcissement permet notamment de réaliser des casses.